# Jazz (revue)
 (novembre 2024).
Si vous disposez d'ouvrages ou d'articles de référence ou si vous connaissez des sites web de qualité traitant du thème abordé ici, merci de compléter l'article en donnant les références utiles à sa vérifiabilité et en les liant à la section « Notes et références ».
Pour les articles homonymes, voir Jazz.
Jazz est une revue fondée en 1929 par Titaÿna, avec Carlo Rim comme rédacteur en chef.
Particulièrement remarquable par ses auteurs et les illustrateurs (dessins ou photographies). Éditeur Louis Querelle, Paris  (du numéro 1, décembre 1928 au numéro 15 mars 1930 ). Grand in-4 o, 24,5 x 31,5 cm, 48 pages. Il a été publié ensuite deux numéros spéciaux, l’Exotisme et le Nudisme, qui sortent en mars et en avril 1931. La collection complète comporte donc 17 livraisons.
- Photographies de Tabard, Eli Lotar, Nadar, Wide World, Landau, Fons Hel, Rap, Germaine Krull, Frères Manuel, Cardot -  etc.
- Reportages, textes et chroniques de Florent Fels, Gus Bofa, Max Jacob, Marc Chadourne, Nino Frank, Jean Tedesco, André Beucler, Larguier, Den Doolaard, Maret, Chauveau, Condroyer et Schlicklin, Laloy, Henty-Jacques, Scize, Dyssord et David, Alexandra David-Neel, Henry de Montherlant, Francis de Miomandre, André Salmon, Kikou Yamata, etc.
- Dessins de Jean Cocteau, Max Jacob, Carlo Rim, Serge et André Foy.